# الجمعية التأسيسية البرازيلية (1988)

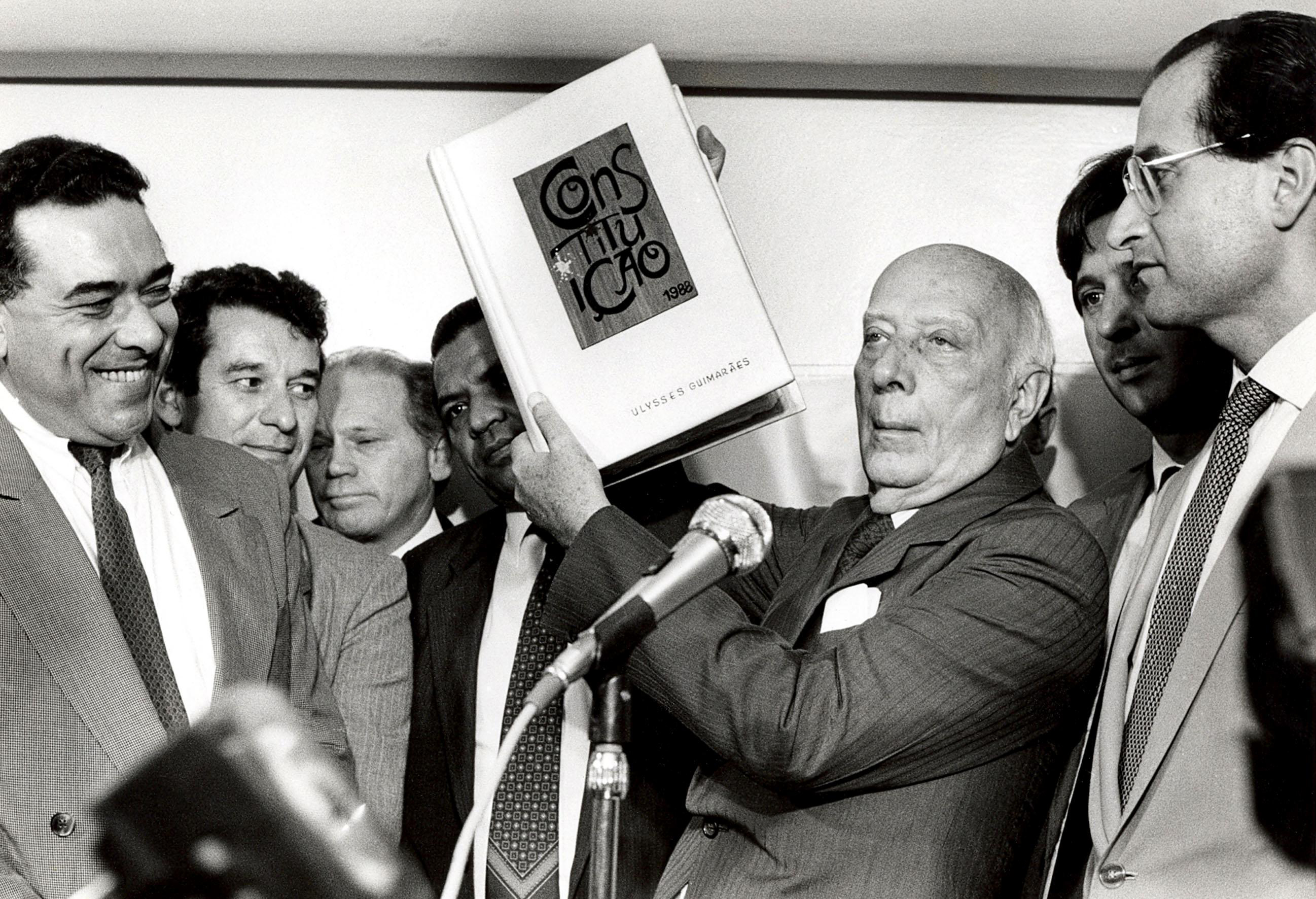
يوليسيس غيماريش والدستور البرازيلي لعام 1988

الجمعية التأسيسية البرازيلية (بالبرتغالية: Assembléia Constituinte de 1988) المعروف أيضًا باسم الجمعية التأسيسية الوطنية (بالبرتغالية: Assembléia Nacional Constituinte) كانت جمعية تأسيسية عقدت في برازيليا لتأسيس الدستور الديمقراطي الجديد للبرازيل بعد 21 عامًا من الحكم العسكري. في نوفمبر 1986 أجريت انتخابات عامة لانتخاب أعضاء الجمعية التأسيسية، التي تولت السلطة في 1 فبراير 1987. شغل أوليسيس غيماريش من حزب الحركة الديمقراطية البرازيلية من ساو باولو منصب رئيس الجمعية.
تم تشكيل الأغلبية في الجمعية التأسيسية من قبل المركز الديمقراطي والأحزاب الصغيرة المعروف أيضًا باسم «المركز الكبير». كانوا مدعومين من قبل الفرع التنفيذي ومثلوا الفصائل المحافظة في المجتمع، وكان لهم تأثير حاسم في عمل التأسيس ونتائج القرارات المهمة، مثل مدة ولاية الرئيس آنذاك جوسيه سارني، والحفاظ على السياسة الزراعية ودور القوات المسلحة.